# جشنواره فیلم کن ۱۹۶۲
پانزدهمین دوره جشنواره فیلم کن در این دوره ۳۵ فیلم با هم به رقابت پرداختند که فیلم قول (فیلم ۱۹۶۲) به کارگردانی آنسلمو دوراتچی برنده نخل طلا شد و کاترین هپبورن مشترکاً برنده بهترین بازیگر نقش اول زن شد. 

## برندگان
- نخل طلا:
- نخل طلا: قول (فیلم ۱۹۶۲) توسط آنسلمو دوراتچی
- جایزه هیئت داوران جشنواره فیلم کن:
  - کسوف (فیلم ۱۹۶۲) توسط میکل‌آنجلو آنتونیونی
  - Procès de Jeanne d'Arc توسط روبر برسون
- جایزه بهترین بازیگر مرد جشنواره فیلم کن:
  - دین استاکول, جیسون روباردز و رالف ریچاردسون برای سفر دراز روز در شب (فیلم ۱۹۶۲)
  - مورای ملوین برای یک نوک زبان عسل
- جایزه بهترین بازیگر زن جشنواره فیلم کن:
  - کاترین هپبورن برای سفر دراز روز در شب (فیلم ۱۹۶۲)
  - ریتا تاشینگهم برای یک نوک زبان عسل